# 佐久間麻由
佐久間 麻由（さくま まゆ、1985年2月21日 - ）は、日本の女優。神奈川県出身。身長157cm、B83 W58 H85、靴23cm。レプロエンタテインメント所属。

## 人物・来歴
舞台、広告、ドラマ、映画を中心に多方面で活動。
趣味は映画鑑賞、演劇鑑賞、料理、ランニング。特技は一輪車。全日本一輪車競技大会で準優勝。
デビュー当時はワタナベエンターテインメントに所属。現在はレプロエンタテインメント所属。2022年、劇作家の福原充則らと劇団スリーピルバーグスを旗揚げ。2023年に自ら立ち上げた企画ソロユニット爍綽と（しゃくしゃくと）を主宰。俳優だけでなく、舞台の企画やプロデュースと精力的に活動。

## 出演

### テレビドラマ
- ショコラ（2003年、毎日放送=TBS系列） - 高木小豆 役
- 仔犬のワルツ 第2話「耳の才能?100人のピアノバトルを生き残れ!」（2004年、日本テレビ系列）
- 人権啓発テレビ特別番組「望郷の窓〜病と差別の真実〜」（2006年、テレビ東京） - 佐々木有美 役
- 麗しき鬼（2007年、東海テレビ=フジテレビ系列）
- インディゴの夜（2010年、東海テレビ=フジテレビ系列） - 梓 役
- 嬢王3〜Special Edition〜（2010年10月 - 、テレビ東京） - 萌 役
- 人間昆虫記（2011年、WOWOWミッドナイトドラマ）
- 相棒
  - Season16（2018年） - 濱口美鈴 役
  - Season20（2021年） - 村上由梨 役
- 鉄道捜査官18（2018年、テレビ朝日） ‐ 田代美由紀 役
- やすらぎの刻〜道（2019年、テレビ朝日） ‐ 鮫島紀子 役
- 大豆田とわ子と三人の元夫（2021年、カンテレ=フジテレビ系列）

### WEBドラマ
- 大病院占拠前 the night before（2023年、Hulu）[2]

### 映画
- 神の左手悪魔の右手（2006年、金子修介監督）
- エクステ（2007年、園子温監督） - 外国の少女 役
- スピードマスター（2007年、須賀大観監督）
- 人が人を愛することのどうしようもなさ（2007年、石井隆監督）
- コーラスたい♪ 〜彼女たちのキセキ〜（2007年）
- 真木栗ノ穴（2008年、深川栄洋監督）
- 誘惑として、（2010年、与那覇政之監督）
- 名前のない女たち（2010年、佐藤寿保監督） - 栗原綾乃 役
- 飯と乙女（2011年、栗村実監督・第61回ベルリン国際映画祭「culinarycinema（食と映画）」出品）
- 鐘楼のふたり（2012年、五藤利弘監督）
- ミロクローゼ（2012年、石橋義正監督）
- 花蓮（2013年、五藤利弘監督）
- すーちゃんまいちゃんさわ子さん（2013年3月2日公開、御法川修監督）
- クロユリ団地（2013年5月18日公開、中田秀夫監督） - ボランティア主婦 役
- 劇場霊（2015年、中田秀夫監督）
- 極道大戦争（2015年、三池崇史監督）
- ロマンス（2015年、タナダユキ監督）
- 日本で一番悪い奴ら（2016年、白石和彌監督）
- 過激派オペラ（2016年、江本純子監督）
- 「その瞬間、僕は泣きたくなった-CINEMA FIGHTERS project-／海風」 （2019年、行定勲監督）
- 事故物件怪談 恐い間取り（2020年、中田秀夫監督）

### 舞台
- OUT OF ORDER
  - 2002年8月 - 2003年8月、於：横浜ランドマークホール
  - 2004年8月、於：東京・青山劇場、大阪・ABCホール
- 月の子供　作・演出：秦建日子（2007年2月、於：本多劇場）
- 比翼の鳥/ファインディング・サトコ（2007年12月、秦建日子プロデュース、於：アイピット目白） - 子 役
- タクラマカン　作・演出：秦建日子（2008年3月、於：萬スタジオ） - ケイ 役(主役)
- 飛び降りたらトランポリン　作・演出：なるせゆうせい（2008年6月、キティ・フィルムプロデュース、於：ベニサン・ピット） - 紅ばち役
- 素のもの『経て』（2008年11月、於：阿佐ヶ谷アートスペースプロット）
- 恋と革命　作：坂元裕二、演出：松浦徹（2009年1月21日 - 2月1日、MAパブリッシングプロデュース、於：赤坂RED THEATER） - 戸芝雪恵 役
- FICTION Vol.31「ディンドンガー」　作・演出：山下澄人（2009年7月22日 - 9月13日、劇団FICTION、於：東京公演 シアターモリエール、富良野公演 富良野演劇工場/旭川公演 シアターコア、札幌公演 シアターZOO） - 一輪車の少女 役
- オフィスインベーダー「方舟」作・演出：なるせゆうせい（2011年11月9日 - 13日、俳優座劇場）
- ベット&メイキングス第1回公演「墓場、女子高生」作・演出：福原充則（2012年2月1日 - 5日、座・高円寺）ビンゼ役
- 庭劇団ペニノ「ちいさなブリ・ミロの大きな冒険」作：ファブリス・メルキオ、翻訳：友谷知己、演出：タニノクロウ（2012年12月13日 - 15日、あうるすぽっと）
- 劇団宝船　番外泥船公演「撫で撫で」作：新井有香、演出：ペヤンヌ・マキ（ブス会＊）（2013年1月30日 - 2月3日、座・高円寺）
- 「ドブ、ギワギワの女たち」作・演出：江本純子（2013年3月29日 - 4月1日、AiiA Theater Tokyo）
- ハイバイ10周年記念全国ツアー「て」 作・演出：岩井秀人（2013年5月21日 - 6月23日、東京・兵庫・三重・福岡・香川・北海道）
- 財団、江本純子vol.6「常に最高の状態」作・演出：江本純子（2013年9月17日 - 22日、ギャラリーLE DECO）
- スリーピルバーグス 旗揚げ野外ツアー「旅と渓谷」作・演出：福原充則（2022年5月15日 - 6月1日、永福町駅 屋上庭園ふくにわ、さっぽろ東急百貨店屋上、中富良野 Cafe てくり）
- 贅沢貧乏「わかろうとはおもっているけど」作・演出：山田由梨（2022年11月4日-9日、パリ日本文化会館）
- 画餅「ホリディ」作・演出：神谷圭介（2023年1月19日-22日、下北沢B1）
- 爍綽とvol.1「デンジャラス・ドア」作・演出：安藤奎（劇団アンパサンド）（2023年4月26日 - 4月30日、浅草九劇）
- ぱぷりか３都市ツアー「柔らかく搖れる」作・演出：福名理穂（2023年9月-10月、こまばアゴラ劇場 ほか）
- KAAT神奈川芸術劇場プロデュース「ジャズ大名」原作：筒井康隆、上演台本・演出：福原充則、山西竜矢（KAAT神奈川芸術劇場 ほか）
- スリーピルバーグス 第２回野外公演 in スタジアム！「リバーサイド名球会」作・演出：福原充則（2024年9月20日 - 22日、こうのとりスタジアム）[3]
- 爍綽とvol.2「ワンス・アポン・ア・タイム・イン・バルコニー！！」作・演出：萩田頌豊与（東京にこにこちゃん）（2025年1月29日 - 2月2日、浅草九劇）[4]
- 劇団papercraft 第12回公演「旧体」作・演出：海路（2025年8月29日 - 9月3日〈予定〉、KAAT神奈川芸術劇場）[5]
- スリーピルバーグス 第3回野外公演 in ビーチ！「歌唱劇 パラダイスをくちずさむ」作・演出：福原充則（2025年9月19日 - 21日〈予定〉、竹野浜特設ステージ）[6]
- 贅沢貧乏「わかろうとはおもっているけど」作・演出：山田由梨（2025年11月7日 - 12月14日〈予定〉、東京芸術劇場 シアターイースト ほか）[7]

### テレビバラエティ等
- BBL WORLD（2003年7月 - 2004年9月、スペースシャワーTV）
- OUT OF ORDER（2003年10月 - 2004年3月、テレビ朝日）
- FUZZ（2004年4月 - 2005年3月、毎日放送・スペースシャワーTV） - メインMC
- ゼベックオンライン（2004年5月 - 8月、TOKYO MX） - レギュラー
- ノージーのひらめき工房スペシャルステージ「ヒラメキノコがやってきた!」 （2020年、NHK教育）

### CM
- ニンテンドー ゲームキューブ/パズルコレクション（安倍麻美と共演）
- クラシアン（2008年1月 - 7月）
- ぐるなび　忘年会「ふたりのまゆ」篇（2012年）
- ローソンMACHIcafé「バリスタ」篇／「朝のラテ」篇／「深夜のラテ」篇（2013年・TVCM信州エリアOA/ラジオCM四国エリアOA）
- LION企業CM 「働く女性への応援歌」篇（2014年～）
- SUBARU「Your story with -おとうと-（2016年-2021年）母役
- スタッフサービス「意識高い系」篇（2018年）
- コカ・コーラ　FIFAワールドカップキャンペーン｢クイズに挑戦｣篇（2018年）
- メルセデス・ベンツ　V-Class Short Film「Dreams come true」（2022年）
- 小学館　漫画「アオアシ」WEBプロモーションムービー（2022年）
- 大同生命　企業CM「社長への手紙～妻から天国の夫へ～」（2022年～）
- SUBARU インプレッサCM 「私たちのクルマ」篇/「こどものために」篇/「いのちを守る」篇（2023年〜）
- LIXIL Green tap コンセプトムービー（2024年〜）
- みてねみまもりGPS CM（2024年〜）
- CDエナジー ブランドムービー（2024年〜）
- 大同生命　企業CM「経営者オフサイトミーティングシリーズ」経営支援篇／経営者保障篇（2024年〜）
- ホットヨガスタジオLAVA　CM 「ホットヨガなら、なんとかなる」日常篇・総論篇（2024年〜）
- 第一三共 「サイエンス。それは、希望。」第一三共がつくりたいもの篇（2024年〜）
- 新しく生まれ変わったWACOAL  ブランドムービー 「愛するわたしへ。」（2024年〜）
- NTT docomo ｄポイント CM（2024年〜）
- FANCL  Web CM「Inside Out Beauty『一生ものの、健やかさと美しさ』篇」（2025年〜）

### ラジオ番組
- Inter FM897 SOUNDTRAX interzone
  - DJ：佐藤健志・佐久間麻由 21:30 - 22:00（2009年1月 - ）

### その他
- ケーキーズ（2008年1月 - 、テレビ東京） - エリカ役・さくらモチ子役